# Listă de orașe din statul Dakota de Nord
- Această pagină este o listă alfabetică a orașelor din statul Dakota de Nord, Statele Unite.

## A
- Abercrombie
- Adams
- Alamo
- Alexander
- Alice
- Almont
- Alsen
- Ambrose
- Amenia
- Amidon
- Anamoose
- Aneta
- Antler
- Ardoch
- Argusville
- Arnegard
- Arthur
- Ashley
- Ayr

## B
- Balfour
- Balta
- Bantry
- Barney
- Bathgate
- Beach
- Belden
- Belfield
- Benedict
- Bergen
- Berlin
- Berthold
- Beulah
- Binford
- Bisbee
- Bismarck
- Bottineau
- Bowbells
- Bowdon
- Bowman
- Braddock
- Briarwood
- Brinsmade
- Brocket
- Buchanan
- Bucyrus
- Buffalo
- Burlington
- Butte
- Buxton

## C
- Calio
- Calvin
- Cando
- Canton City
- Carpio
- Carrington
- Carson
- Casselton
- Cathay
- Cavalier
- Cayuga
- Center
- Chaffee
- Christine
- Churches Ferry
- Cleveland
- Clifford
- Cogswell
- Coleharbor
- Colfax
- Columbus
- Conway
- Cooperstown
- Courtenay
- Crary
- Crosby
- Crystal

## D
- Davenport
- Dawson
- Dazey
- Deering
- Des Lacs
- Devils Lake
- Dickey
- Dickinson
- Dodge
- Donnybrook
- Douglas
- Drake
- Drayton
- Dunn Center
- Dunseith
- Dwight

## E
- Edgeley
- Edinburg
- Edmore
- Egeland
- Elgin
- Ellendale
- Elliott
- Emerado
- Enderlin
- Epping
- Esmond

## F
- Fairdale
- Fairmount
- Fargo
- Fessenden
- Fingal
- Finley
- Flasher
- Flaxton
- Forbes
- Fordville
- Forest River
- Forman
- Fort Ransom
- Fortuna
- Fort Yates
- Fredonia
- Frontier
- Fullerton

## G
- Gackle
- Galesburg
- Gardena
- Gardner
- Garrison
- Gascoyne
- Gilby
- Gladstone
- Glenburn
- Glenfield
- Glen Ullin
- Golden Valley
- Golva
- Goodrich
- Grace City
- Grafton
- Grand Forks
- Grandin
- Grano
- Granville
- Great Bend
- Grenora
- Gwinner

## H
- Hague
- Halliday
- Hamburg
- Hamilton
- Hampden
- Hankinson
- Hannaford
- Hannah
- Hansboro
- Harvey
- Harwood
- Hatton
- Havana
- Haynes
- Hazelton
- Hazen
- Hebron
- Hettinger
- Hillsboro
- Hirschville
- Hoople
- Hope
- Horace
- Hunter
- Hurdsfield

## I
- Inkster

## J
- Jamestown
- Jud

## K
- Karlsruhe
- Kathryn
- Kenmare
- Kensal
- Kief
- Killdeer
- Kindred
- Klosten
- Knox
- Kramer
- Kulm

## L
- Lakota
- LaMoure
- Landa
- Langdon
- Lankin
- Lansford
- Larimore
- Larson
- Lawton
- Leal
- Leeds
- Lehr
- Leith
- Leonard
- Lidgerwood
- Lignite
- Lincoln
- Linton
- Lisbon
- Litchville
- Loma
- Loraine
- Ludden
- Luverne

## M
- McClusky
- McHenry
- McVille
- Maddock
- Makoti
- Mandan
- Mantador
- Manvel
- Mapleton
- Marion
- Marmarth
- Martin
- Max
- Maxbass
- Mayville
- Maza
- Medina
- Medora
- Mercer
- Michigan City
- Milnor
- Milton
- Minnewaukan
- Minot
- Minto
- Mohall
- Monango
- Montpelier
- Mooreton
- Mott
- Mountain
- Munich
- Mylo

## N
- Napoleon
- Neche
- Nekoma
- Newburg
- New England
- New Leipzig
- New Rockford
- New Salem
- New Town
- Niagara
- Nome
- Noonan
- North River
- Northwood

## O
- Oakes
- Oberon
- Oriska
- Osnabrock
- Overly
- Oxbow

## P
- Page
- Palermo
- Park River
- Parshall
- Pekin
- Pembina
- Perth
- Petersburg
- Pettibone
- Pick City
- Pillsbury
- Pingree
- Pisek
- Plaza
- Portal
- Portland
- Powers Lake
- Prairie Rose

## R
- Rawson
- Ray
- Reeder
- Regan
- Regent
- Reile's Acres
- Reynolds
- Rhame
- Richardton
- Riverdale
- Robinson
- Rocklake
- Rogers
- Rolette
- Rolla
- Ross
- Rugby
- Ruso
- Rutland
- Ryder

## S
- Saint John
- Saint Thomas
- Sanborn
- Sarles
- Sawyer
- Scranton
- Selfridge
- Sentinel Butte
- Sharon
- Sheldon
- Sherwood
- Sheyenne
- Sibley
- Solen
- Souris
- South Heart
- Spiritwood Lake
- Springbrook
- Stanley
- Stanton
- Starkweather
- Steele
- Strasburg
- Streeter
- Surrey
- Sykeston

## T
- Tappen
- Taylor
- Thompson
- Tioga
- Tolley
- Tolna
- Tower City
- Towner
- Turtle Lake
- Tuttle

## U
- Underwood
- Upham

## V
- Valley City
- Velva
- Venturia
- Verona
- Voltaire

## W
- Wahpeton
- Walcott
- Wales
- Walhalla
- Warwick
- Washburn
- Watford City
- West Fargo
- Westhope
- White Earth
- Wildrose
- Williston
- Willow City
- Wilton
- Wimbledon
- Wing
- Wishek
- Wolford
- Woodworth
- Wyndmere

## Y
- York
- Ypsilanti

## Z
- Zap
- Zeeland